# Visual Basic
Visual Basic (VB) je programski jezik kojeg je razvila tvrtka Microsoft. Ovo je verzija BASICa, nudi jednostavnost BASIC jezika zajedno s potpunim pristupom Windows API-ju, čime je omogućena izrada svih vrsta aplikacija s velikim mogućnostima. VB omogućava brzu izradu aplikacija (Rapid Application Development ili RAD) koje imaju grafičko sučelje (GUI); također omogućava pristup datotekama rabeći DAO, RDO ili ADO, te omogućava programeru stvaranje Active X komponenti s relativnom lakoćom. 

## Nedostaci
Samo je dostupan za Windows. Nedostaci Visual BASICa su ovisnost konačnog programa o određenim Visual BASIC datotekama (runtime datoteke koje su nužne za pokretanje programa) što povećava veličinu instalacije te nešto manja brzina izvršavanja završene aplikacije u odnosu na neke druge programske jezike. 
U VB-u nije moguće:
- implementirati nasljeđivanje (postavka objektnog programiranja) što je pak uvedeno u VB .NET -u
- programirati rutine za hvatanje posebnih događaja (exception handling)
- koristiti pokazivače kao u programskom jeziku C

Visual Basic nije popularan kao programski jezik, većinom jer vuče korijene iz BASIC-a, jednog od najpopularnijih programskih jezika tokom 80-tih te programski jezik na kojemu su stvorene mnoge Microsoft aplikacije: Microsoft Word, Microsoft Excel i Microsoft PowerPoint.

## Primjena
Najčešća primjena Visual Basica je u izradi poslovnih aplikacija zbog jednostavnosti i brzine kreiranja istih.

## Razvoj
- Visual Basic 1.0 (svibanj 1991.).

- Visual Basic 1.0 za MS-DOS(rujan 1992.).

- Visual Basic 2.0 studeni 1992.

- Visual Basic 3.0 (ljeto 1993.).

- Visual Basic 4.0 (kolovoz 1995.)

- Visual Basic 5.0 (veljača 1997.).

- Visual Basic 6.0 (ljeto 1998.).

- Visual Basic .NET 2002.

- Visual Basic 2005 (Whidbey) 2004.

- Visual Basic 2008.

- Visual Basic 2010. Beta

## Poveznice
- Microsoft Visual Basic for Applications
- Microsoft